# اچ‌دی ۸۵۵۱۲بی

مدار سیاره اچ‌دی ۸۵۵۱۲بی در قیاس با ستاره خود و محدوده قابل زیست این ستاره.

اچ‌دی ۸۵۵۱۲بی (HD ۸۵۵۱۲ b) یک سیاره فراخورشیدی است که در فاصله ۳۶ سال نوری از زمین و در منظومه یک ستاره به نام اچ‌دی ۸۵۵۱۲ در صورت فلکی بادبان قرار دارد.
سیاره اچ‌دی ۸۵۵۱۲بی در لبه محدوده زیست‌پذیر ستاره نام‌برده قرار گرفته‌است و یکی از کوچک‌ترین سیاره‌هایی است که تاکنون در محدوده زیست‌پذیر کشف شده‌است. اچ‌دی ۸۵۵۱۲بی تا تاریخ ۲۵ اوت ۲۰۱۱ محتمل‌ترین محل فرازمینی برای وجود زیست بوده‌است.
سیاره «اچ‌دی ۸۵۵۱۲بی» در حدود ۳٫۶ بار از زمین سنگین‌تر است و یکی از اَبَرزمین‌ها به شمار می‌آید.
این سیاره در تاریخ ۱۷ اوت ۲۰۱۱ با استفاده از دستگاهی به نام هارپس (HARPS)، مخفف «سیاره‌یاب سرعت شعاعی با دقت بالا» توسط «رصدخانه جنوبی اروپا» واقع در شیلی کشف شد.